# Space Communications Corporation
A Space Communications Corporation (SCC) foi uma empresa japonesa que fornecia serviços de telecomunicação via satélite e que operava a série de satélite Superbird.

## História
A Space Communications Corporation foi fundada no ano de 1985 pela Mitsubishi Corporation e Mitsubishi Electric Corporation como a primeira empresa no setor privado de negócios de satélite do Japão. O operador de satélite fornecia capacidade do segmento espacial para vários clientes nacionais e internacionais. A SCC era um tipo de operador de telecomunicações nacional e internacional no Japão que recebeu um certificado internacional em 1995.
No dia 31 de março de 2008, a SKY Perfect JSAT Holdings Inc. adquiriu 97 por cento das ações da Space Communications Corporation, que se tornou uma subsidiária da mesma, e em 01 de outubro de 2008, adquiriu os restantes 3 por cento das ações.
A empresa era proprietária e operava uma frota de satélites. Suas soluções de satélite incluíam difusão de vídeo, tais como transmissão de vídeo e SNG, e serviços de radiodifusão DTH; e auxílio para recuperação de desastres e continuidade de serviços de negócios, incluindo a rede de comunicação para linha de vida, sistema de rede de satélites dos governos locais e distribuição de informação de desastre. A empresa também oferecia soluções de negócios para empresa, incluindo a distribuição de vídeo ao vivo de seminários e reuniões de aula, rede privada corporativa e banda larga via satélite para as regiões rurais ou de fratura digital.